# Koto Tinggi (Sungai Penuh)
Koto Tinggi is een bestuurslaag in het regentschap Sungai Penuh van de provincie Jambi, Indonesië. Koto Tinggi telt 1273 inwoners (volkstelling 2010).